# Bojan Krkić
Bojan Krkić Pérez  (în sârbă chirilică: Бојан Кркић; n. 28 august 1990, Linyola) este un fost fotbalist spaniol de origine sârbă, care a evoluat pe postul de atacant sau mijlocaș.
Steaua echipei de juniori și a naționalei Spaniei, a fost cooptat în prima echipă de Frank Rijkaard în 2007. Este considerat alături de colegul său, Lionel Messi, unul dintre cei mai promițători tineri fotbaliști din lume. Tatăl său era un jucător destul de faimos în Serbia, și, din 1997, este unul dintre scouterii Barcelonei.

## Cariera
Născut din tată sârb și mamă spaniolă, Bojan a ajuns în curtea Barcelonei în 1999. A înscris în șapte ani mai bine de 500 de goluri pentru echipa de juniori.
Atacant rapid, cu excelente calități de driblare, Bojan s-a remarcat la Campionatul European U17 în Luxemburg, în luna mai a anului 2006, unde a fost golgeter. A reușit să devină unul din cei mai buni jucători, chiar dacă era cu un an mai mic decât toți ceilalți jucători din turneu. A jucat doar o partidă întreagă la acel campionat european, în restul rezistând doar o repriză. A înscris un hat-trick împotriva Luxemburgului, înainte de a fi eroul Spaniei, înscriind în a doua repriză toate cele trei goluri în meciul câștigat cu 3-0 împotriva viitorilor campioni, Rusia. În a treia partidă a turneului, a înscris din penalty după ce a intrat încă o dată la pauză.
A început ca titular meciul cu Cehia din semifinală dar, după ce colegul său de echipă, Roberto Garcia, a fost eliminat, Spania a pierdut surprinzător cu 0-2. În finala mică, pentru locul 3, Bojan a intrat încă o dată la pauză, deschizând scorul în minutul 53. Meciul a fost decis la penaltyuri, iar golul decisiv i-a aparținut tot lui Bojan, care a înscris pentru 5-4, aducând Spania pe locul 3.
În Italia, Bojan a jucat în turneul Maggioni Righi de la Borgaro în sezonul 2005/2006, unde a terminat pe locul 2 cu echipa sa, FC Barcelona, după echipa U17 a României. A fost însă declarat cel mai bun jucător al competiției, chiar dacă era cu un an mai mic decât toți ceilalți participanți la turneu, ceilalți fiind din grupa `89.
Bojan a jucat sezonul 2006/2007 cu FC Barcelona B, și a semnat un contract profesionist când a împlinit 17 ani.
Bojan a disputat prima partidă pentru echipa mare a Barcelonei pe data de 24 aprilie 2007, înscriind un gol împotriva egiptenilor de la Al-Ahly.
Partida s-a terminat cu scorul de 4-0 pentru Barça. Bojan a fost considerat cel mai bun jucător din lume care este născut în 1990, din acest motiv multe echipe importante cerându-l sub formă de împrumut, dar Barcelona a preferat să-l păstreze, pentru a crește și mai mult în valoare alături de vedetele din prima echipă.
Din sezonul 2007/2008 Bojan face parte din prima echipă. A debutat în Primera Division pe 16 septembrie 2007, iar primul gol l-a înscris pe 20 octombrie, împotriva lui Villareal, devenind, la 17 ani, cel mai tânăr marcator al echipei din toată istoria sa. Puține zile după, pe 22 septembrie, a devenit și cel mai tânăr jucător din istorie care intră într-o partidă de Uefa Champions League. Avea 17 ani și 22 zile când l-a înlocuit pe Lionel Messi în partida Barcelona - Olympique Lyon.
De amintit este partida disputată de Bojan pe data de 23 martie 2008, unde împotriva lui Real Valladolid a realizat prima sa dublă și a pasat decisiv pentru alte 2 goluri. Meciul s-a terminat cu scorul de 4-1 pentru Barcelona. Cele 8 goluri ale sale în doar 21 partide la vârsta de 17 ani și 7 luni, fac din el un jucător foarte promițător, poate chiar cel mai promițător din lume.
Pe 1 aprilie 2008 Bojan a înscris primul său gol în UEFA Champions League, în deplasarea din sferturi împotriva nemților de la Schalke 04 devenind al doilea jucător ca tinerețe care a marcat în această competiție, depășind recordul lui Cesc Fàbregas, mijlocașul spaniol al lui Arsenal Londra, dar nu și pe cel al ganezului lui Olympiakos Pireu, Peter Ofori-Quaye, care în 1997 a înscris la vârsta 17 ani și 195 zile, cu 22 zile mai puțin ca Bojan.

## Statistici carieră

### Club
La 3 mai 2014..
| Club          | Sezon         | Campionat          | Campionat | Campionat | Cupă    | Cupă   | Cupa Ligii | Cupa Ligii | Europa  | Europa | Altele[A] | Altele[A] | Total   | Total  |
| Club          | Sezon         | Divizia            | Meciuri   | Goluri    | Meciuri | Goluri | Meciuri    | Goluri     | Meciuri | Goluri | Meciuri   | Goluri    | Meciuri | Goluri |
| ------------- | ------------- | ------------------ | --------- | --------- | ------- | ------ | ---------- | ---------- | ------- | ------ | --------- | --------- | ------- | ------ |
| Barcelona B   | 2006–07       | Segunda División B | 22        | 10        | —       | —      | —          | —          | —       | —      | —         | —         | 22      | 10     |
| Barcelona B   | Total         | Total              | 22        | 10        | —       | —      | —          | —          | —       | —      | —         | —         | 22      | 10     |
| Barcelona     | 2007–08       | La Liga            | 31        | 10        | 8       | 1      | —          | —          | 9       | 1      | —         | —         | 48      | 12     |
| Barcelona     | 2008–09       | La Liga            | 23        | 2         | 9       | 5      | —          | —          | 10      | 3      | —         | —         | 42      | 10     |
| Barcelona     | 2009–10       | La Liga            | 23        | 8         | 4       | 2      | —          | —          | 5       | 1      | 4         | 1         | 36      | 12     |
| Barcelona     | 2010–11       | La Liga            | 27        | 6         | 5       | 1      | —          | —          | 3       | 0      | 2         | 0         | 37      | 7      |
| Barcelona     | Total         | Total              | 104       | 26        | 25      | 9      | —          | —          | 27      | 5      | 6         | 1         | 162     | 41     |
| Roma          | 2011–12       | Serie A            | 33        | 7         | 2       | 0      | —          | —          | 2       | 0      | —         | —         | 37      | 7      |
| Milan (loan)  | 2012–13       | Serie A            | 19        | 3         | 2       | 0      | —          | —          | 6       | 0      | —         | —         | 27      | 3      |
| Barcelona     | 2013–14       | La Liga            | 0         | 0         | 0       | 0      | —          | —          | 0       | 0      | 0         | 0         | 0       | 0      |
| Ajax (loan)   | 2013–14       | Eredivise          | 24        | 4         | 3       | 1      | —          | —          | 4       | 0      | 1         | 0         | 32      | 5      |
| Stoke City    | 2014–15       | Premier League     | 0         | 0         | 0       | 0      | 0          | 0          | —       | —      | —         | —         | 0       | 0      |
| Total carieră | Total carieră | Total carieră      | 202       | 50        | 32      | 10     | 0          | 0          | 39      | 5      | 7         | 1         | 280     | 66     |

A. ^ Coloana "Altele" include Supercopa de España, Supercoppa Italiana, Johan Cruijff Schaal, UEFA Super Cup, FIFA Club World Cup.

### Internațional
La 10 mai 2014.
| Echipa | Sezon   | Meciuri | Goluri |
| ------ | ------- | ------- | ------ |
| Spania | 2008–09 | 1       | 0      |
| Total  | Total   | 1       | 0      |

## Palmares

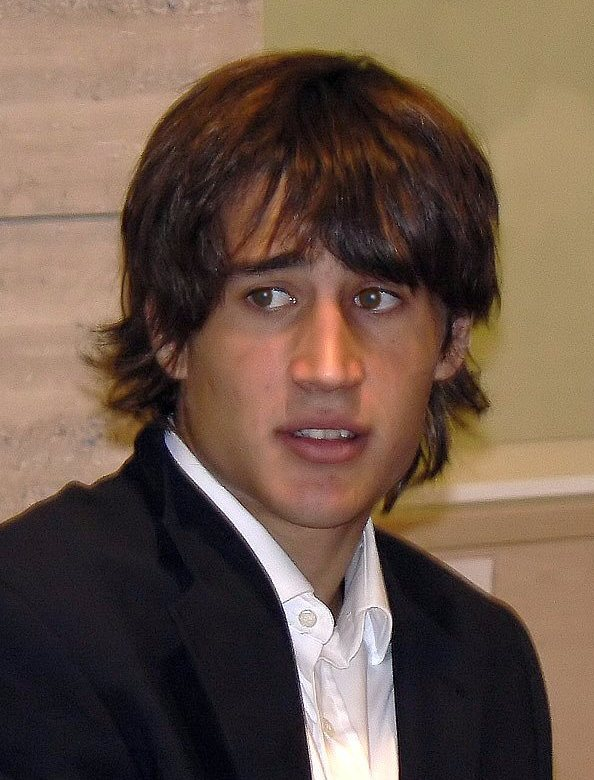
Bojan Krkić

### Barcelona
- La Liga (3): 2008–09, 2009–10, 2010–11
- Copa del Rey (1): 2008–09
- Supercopa de España (2): 2009, 2010
- UEFA Champions League (2): 2008–09, 2010–11
- Supercupa Europei (1): 2009
- FIFA Club World Cup (1): 2009

### Ajax
- Eredivisie (1):  2013–14
- Johan Cruijff Shield (1): 2013

### Spain national team
- UEFA U-17 Championship (1): 2007
- Under-21 European Championship (1): 2011

### Individual
- 2007 UEFA U-17 Championship: Golden player
- 2007 FIFA U-17 World Cup: Bronze Ball & Bronze Shoe
- La Liga Breakthrough Player of the Year (1): 2008